# Cynanchum cyathiforme
Cynanchum cyathiforme är en oleanderväxtart som först beskrevs av Sundell, och fick sitt nu gällande namn av W. D. Stevens. Cynanchum cyathiforme ingår i släktet Cynanchum och familjen oleanderväxter. Inga underarter finns listade i Catalogue of Life.